# Korenmolen van Havelte
De korenmolen van Havelte is een korenmolen in het Drentse dorp Havelte in de Nederlandse gemeente Westerveld.
De molen werd in 1914 gebouwd ter vervanging van een in dat jaar door bliksem getroffen achtkante stellingmolen. Het was geen nieuwe molen, maar een molen die eerder in Wapse heeft gestaan. In 1951 is de molen gerestaureerd. In de molen bevindt zich één koppel maalstenen. De molen is eigendom van de Molenstichting Havelte.
In 2009 is de molen dusdanig gerestaureerd, dat deze weer maalvaardig is.